# Dali, Weinan
Dali, tidigare romaniserat Tali, är ett härad som lyder under Weinans stad på prefekturnivå i Shaanxi-provinsen i norra Kina.
I häraden hittades 1978 fossil av Dalimänniskan som levde ca 270 000 år före vår tid.

## Källa
1. ↑  ”worldpostmarks.net”. Arkiverad från originalet den 2 januari 2015. https://web.archive.org/web/20150102101710/http://worldpostmarks.net/HTML%20Countries/china.htm. Läst 22 juli 2015.
2. ↑  ”Age of the fossil Dali Man in north-central China deduced from chronostratigraphy of the loess–paleosol sequence” (på engelska). ScienceDirect. http://www.sciencedirect.com/science/article/pii/S0277379102000112. Läst 27 juli 2017.